# Karl Spiesberger
Karl Spiesberger (* 29. Oktober 1904 in Baden bei Wien; † 24. Januar 1992 in Berlin) war ein in esoterischen Kreisen bekannter Schriftsteller, der sich mit Magie beschäftigte und als Magier betrachtete.

## Leben
Karl Spiesberger wurde als Sohn eines Gärtners geboren. In jungen Jahren beschäftigte er sich während seiner Ausbildungszeit zum Schauspieler mit okkultistischen Experimenten, beispielsweise Hypnose. Nachdem er im Mai 1932 nach Berlin übersiedelte, befasste er sich erstmals mit Runen, lehnte diese aber aufgrund deren Missbrauch durch das NS-Regime wieder ab. Erst kurz vor Kriegsende wurde ihm damals verbotene Literatur zugespielt und er begann, sich intensiv mit dem Runen-Thema auseinanderzusetzen, welches ihn bis ins hohe Alter begleitete.
In seinem ersten Berliner Jahr lernte er den Okkultisten Gregor A. Gregorius kennen, den er trotz späterer Differenzen ein Leben lang schätzte.
Nach den Wirren und Repressalien des Zweiten Weltkrieges leitete Spiesberger einen esoterischen Studienkreis, wobei er auch seine spätere Gattin Christa traf. Als Mitglied der von Gregorius gegründeten Loge Fraternitas Saturni erhielt er unter seinem Logennamen Eratus bereits 1948 in Riesa die Fraterwürde. Unter hohem Einsatz verfasste er Beiträge der Logenzeitung Blätter für angewandte okkulte Lebenskunst sowie 42 Hefte als Sonderdruck mit dem Titel Einweihung. Diese Exemplare mit dem Fokus auf praktische Arbeiten gelten als Vorläufer seiner späteren Werke. Oftmals wurden seinerseits Friedrich Bernhard Marby, Siegfried Adolf Kummer, Rudolf John Gorsleben und andere Okkultisten zitiert.
Gregorius verlieh Eratus am 18. März 1957 den Gradus Soli (Meistergrad), bei dessen Initiation der Loge und dem Demiurgen Saturn ewige Treue geschworen wird.
Auch als es Anfang der 1960er Jahre zu Konflikten in der Fraternitas Saturni kam, arbeitete Spiesberger weiter. Aufgrund seines Wissens und Arbeitseifers erwartete er, die Leitung der Loge nach dem Ableben Gregorius’ übernehmen zu dürfen; der verheiratete Gregorius bestimmte jedoch seine Langzeitgeliebte, Sorella Roxane, für das Amt des Großmeisters. Nicht zuletzt aufgrund divergierender Ansichten in spirituellen Fragen verließ Spiesberger die Loge, widmete sich aber weiterhin Vorträgen und seiner schriftstellerischen Tätigkeit. In den 1980er Jahren überarbeitete er nochmals einige seiner Werke, was sich in Neuauflagen und Neuerscheinungen bemerkbar machte.

## Werke
- Sinnen und Forschen (1950)
- Der Traum in tiefenpsychologischer und okkulter Bedeutung (1950)
- Das Problem der Tierseele (1950)
- Auf den Spuren der Seherin (mit Erich Sopp, 1953)
- Die Kunst, Karten zu legen (1954)
- Der erfolgreiche Pendelpraktiker (1955)
- Runenmagie (1955)
- Runenexerzitien für Jedermann (1958)
- Unsichtbare Helferkräfte (1959)
- Elementargeister – Naturgeister (1961)
- Die Aura des Menschen (1963)
- Hermetisches ABC Bd. 1, Esoterische Lebensformung in Theorie und Praxis (1964)
- Hermetisches ABC Bd. 2, Magisch-mystische Schulung in Theorie und Praxis (1964)
- Praktische Telepathie (1966)
- Magneten des Glücks (1971)
- Das Mantra-Buch (1977)
- Naturgeister Wie Seher sie sehen, wie Magier sie rufen | Erweiterte 2. Auflage "Elementargeister – Naturgeister (1978)
- Die Masken des Traumes (1986)
- Phänomen Tier (1986)
- Levitation (1988)
- Auf dunklem Pfad zum Licht (1989)
- Magische Novellen (posthum 1999 durch die Witwe veröffentlicht)